# Conferința antibolșevică de la Iași

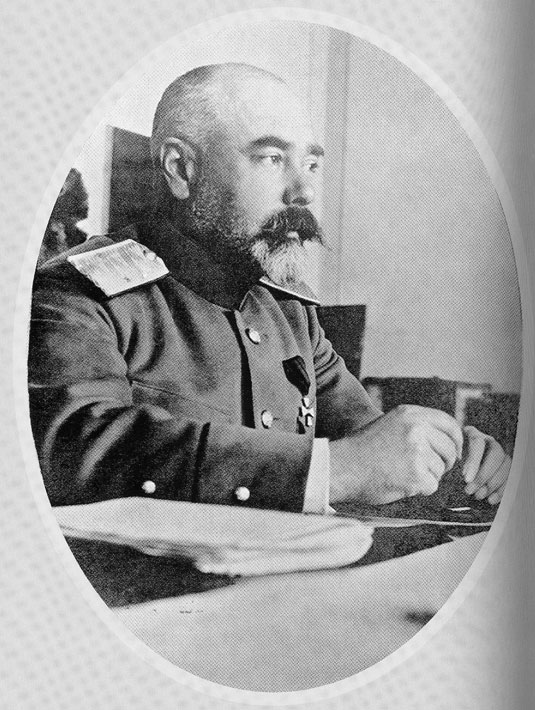
Generalul rus Anton Ivanovici Denikin

Conferința antibolșevică de la Iași a fost o adunare a unor personalități politice anti-bolșevice, organizată în perioada 16 noiembrie - 6 decembrie 1918 mai întâi la Iași (capitala temporară a României) și ulterior la Odessa. Obiectivul conferinței, organizată de Emile Henno de la consulatul francez din Kiev, a fost de a coordona mișcările anti-bolșevice din sudul Rusiei cu scopul de a facilita relațiile cu forțele aliate din Balcani.
Din partea Aliaților, singurul oficial care s-a făcut remarcat a fost acest Emile Henno, fost militar francez și foarte posibil agent militar cu acoperire diplomatică. De cealaltă parte, inițiatorii conferinței au aparținut unui grup format din foști oficiali ruși din  România, anume fostul ambasador S. A. Poklevskii - Kozel, fostul președinte al filialei locale a Crucii Roșii Ruse – colonelul N. S. Il'in, fostul consul din Iași – Savinov și fostul comandant al frontului din România – generalul D.G. Scerbacev.
S-au conturat trei puncte de vedere în privința adoptării unei conduceri: două minoritare - reprezentate de ideea unui directorat civil, respectiv de cea a monarhiei și unul majoritar - reprezentat de ideea unei dictaturi militare. Cei 21 de delegați nu au putut să ajungă la un punct de vedere comun, în ciuda necesității de a se prezenta uniți în fața aliaților înainte de a solicita un ajutor. Nici un candidat la postul de viitor conducător al Rusiei nu a reușit să acumuleze cel puțin jumătate din numărul de voturi. Dintre cei propuși, Generalul Denikin – care a obținând sprijinul a nouă delegați din cei 21 prezenți, s-a remarcat ca având cel mare număr de voturi.
Conferința nu a făcut nimic pentru a putea promova o înțelegere, iar comunicatul final nici măcar nu a fost transmis de către reprezentanții puterilor aliate guvernelor proprii. Cu toate acestea, lucrările conferinței au evidențiat două aspecte de bază: oportunitatea intervenției aliate în războiul civil și indivizibilitatea Rusiei.